# 그레고리오 베르헬
그레고리오 베르헬 세라노(스페인어: Gregorio Vergel Serrano; 1930년 10월 26일, 마드리드 주 마드리드 ~ 1988년 날짜 미상, 발렌시아 주 발렌시아)는 고요 베르헬(스페인어: Goyo Vergel)로도 알려진 스페인의 전 축구 선수이다. 그는 현역 시절 대부분을 발렌시아에서 보냈다.

## 경력
고요 베르헬은 오사수나 소속으로 1953-54 시즌에 1부 리그 신고식을 치렀다. 이 시즌에 그는 1부 리그 경기에 7번 출전했고, 첫 출전 경기는 1953년 9월 13일, 0-2로 패한 레알 마드리드와의 경기였다. 이 시즌에 팜플로나를 연고로 하는 구단은 2부 리그로 강등되는 비극을 겪었고, 이후 고요 베르헬은 또다른 2부 리그 구단인 카디스의 골문을 지키게 되었다.
1956-57 시즌, 발렌시아는 그에게 1부 리그에서 활약할 기회를 다시 부여했다. 고요는 얼마 지나지 않아 안토니오 티모르를 제치고 주전으로서 3년을 활약했고, 발렌시아 연고 구단의 수문장으로 활약하면서 1957-58 시즌에 정점에 올랐는데, 그는 최소 실점률을 기록해 훗날 마르카지는 그의 공로를 인정하여 트로페오 리카르도 사모라 주인공으로 선정했다.
1959년을 기점으로, 그는 호세 마누엘 페수도에 밀려 후보로 벤치를 달구게 되었다. 페수도가 1961-62 시즌에 바르셀로나로 이적하면서 다시 주전 지위를 회복될 것으로 예상되었으나, 시즌 초에 호세 히네스타와 주전 수문장 자리를 다투었다. 리카르도 사모라의 아들이 영입되면서, 고요 베르헬은 자신이 곧 방출될 석임을 인정했다. 인터시티스 페어스컵 결승전에서 발렌시아 골문을 지켜 소속 구단의 첫 유럽대항전 우승 주역이 되는 기회를 얻지 못했다.

## 수상
클럽
- 인터시티스 페어스컵: 1961-62

개인
- 트로페오 리카르도 사모라: 1957-58